# Parafia Matki Bożej Fatimskiej i bł. Bronisława Markiewicza w Słupnie
Parafia Matki Bożej Fatimskiej i bł. Bronisława Markiewicza w Słupnie – parafia rzymskokatolicka należąca do dekanatu kobyłkowskiego, diecezji warszawsko-praskiej, metropolii warszawskiej Kościoła katolickiego.  

## Historia
24 grudnia 2007 roku abp Sławoj Leszek Głódź, biskup diecezji warszawsko-praskiej utworzył w Słupnie Ośrodek duszpasterski Matki Bożej Fatimskiej i bł. Bronisława Markiewicza wydzielając go z terytorium parafii św. Andrzeja Boboli w Markach-Strudze. Pierwszym administratorem a potem proboszczem został ks. Maksymilian Sowa CSMA. W ciągu kilku lat zbudowano nową świątynię. 31 stycznia 2010 roku biskup diecezjalny warszawsko-praski, abp Henryk Hoser erygował w Słupnie pełnoprawną parafię. Mieści się przy Alei Jana Pawła II. Prowadzą ją księża Michalici. 